# Chinattus wulingoides
Chinattus wulingoides là một loài nhện trong họ Salticidae.
Loài này thuộc chi Chinattus. Chinattus wulingoides được Peng & Xie miêu tả năm 1995.